# Arthrostylidium merostachyoides
Arthrostylidium merostachyoides là một loài tre thuộc chi Arthrostylidium trong họ Hòa thảo. Loài này được R.W.Pohl mô tả khoa học đầu tiên năm 1992.